# Матео, Абраам
Авраа́м (или Абраа́м) Мате́о (исп. Abraham Mateo, род. 25 августа 1998 года, Сан-Фернандо, Испания) — испанский певец и актёр.
В детстве был завсегдатаем популярной детской музыкальной телепередачи Menuda noche на андалусском «Канале Сур» (исп. Canal Sur), но настоящую известность певцу принесла в 14 лет песня «Señorita» (2013), ставшая популярной не только в Испании, где достигла 3-го места, но и в странах Латинской Америки.

## Биография
Родился 25 августа 1998 года в Сан-Фернандо (Кадис) в семье строителя и охранника Антонио Матео (исп. Antonio Mateo) и домохозяйки Сусаны Чаморро (исп. Susana Chamorro). Дедушка Авраама по материнской линии был певцом, пел фламенко. Мама поёт болеро и испанские песни[уточнить]. Ещё у Авраама есть старший брат Тони, он тоже певец и музыкант.
Начал петь в три года, подражая участникам телешоу Operación Triunfo. Первым преподавателем вокала стала мама. Потом стал ходить на уроки пения. В шесть лет начал играть на флейте, в восемь на пианино и клавишных, в десять на акустической гитаре, причём учился играть сам, на слух[уточнить].
В 2005 году пробовался, но не попал в популярную детскую музыкальную телепередачу Menuda noche (которую на андалусском телеканале Canal Sur ведёт Хуан и Медио).
В 2006 году, в семь лет, выступил на андалусском региональном этапе детского музыкального фестиваля «Вео Вео» исп. Premios Veo Veo; основатель и ведущая Тереса Рабаль) и был удостоен специального диплома.
В 2008 году, в девять лет, стал лауреатом премии «Вео Вео» в номинации «Национальное открытие года» (англ. Premio Revelación Nacional).
Именно в том (2008) году Авраам впервые выступил на Menuda noche. Приехал в качестве зрителя, — поддержать выступающего старшего брата, — но Тони устроил ему сюрприз, дав выступить вместо себя. В итоге Авраам на четыре года станет на этой передаче регулярным артистом.
В начале 2009 года, в десять лет, подписал контракт с лейблом EMI Music Spain. В Мадриде началась запись его дебютного альбома, который увидит свет уже 4 декабря. Наряду с каверами на песни Рафаэля, Алехандро Санса, Лауры Паузини, Луиса Фонси в альбоме будут ранее не издававшиеся баллады, написанные его продюсером Хакобо Кальдероном. Кроме того, в альбоме будет один дуэт — с открытием третьего сезона французского телевизионного шоу талантов La France a un incroyable talent Каролиной Коста. Они исполнят испанскую версию песни «Without You» группы Badfinger.
29 ноября 2011 года Авраам выложил на iTunes песню «Desde que te fuiste» собственного сочинения.
3 июля 2012 года объявил, что подписал контракт с испанским подразделением Sony Music (англ. Sony Music Spain).

## Дискография
Подробнее см. в разделе «Дискография» в английской Википедии.
Студийные альбомы
- Abraham Mateo (2009)
- AM (2013)
- Who I AM (2014)
- Are You Ready? (2015)
- A cámara lenta (2018)